# Camillo Passera
Camillo Passera (Varese, 24 de marzo de 1965) fue un ciclista italiano, que fue profesional entre 1987 y 1992.

## Palmarés
- 1988
  - Vencedor de una etapa de la Semana Ciclista Internacional

### Resultados en el Tour de Francia
- 1989. 94.º de la clasificación general
- 1991. Descalificado (18.ª etapa)

### Resultados a la Vuelta a España
- 1990. 91.º de la clasificación general

### Resultados al Giro de Italia
- 1987. 81.º de la clasificación general
- 1988. Abandona (19.ª etapa)
- 1990. 40.º de la clasificación general